# Келлер, Урсула
Урсула Келлер (нем. Ursula Keller; род. 21 июня 1959, Цуг, Швейцария) — швейцарский физик, специалист по лазерам сверхкоротких импульсов.
Доктор философии (1989), профессор ETH Zurich, выпускницей которого является и где трудится с 1993 года.
Член Швейцарской академии технических наук, Шведской королевской АН (2003) и Леопольдины (2008), иностранный член НАН США (2021).
В 1991—1999 годах третий наиболее цитируемый исследователь в области оптоэлектроники, согласно Thomson Citation Index.

## Биография
Родилась и выросла в Цуге.
Окончила по физике ETH Zurich (1984). В Стэнфордском университете получила степени магистра (1987) и доктора философии (1989) по прикладной физике. В 1989—1993 годах сотрудница AT&T Bell Labs. В 1993 году возвратилась на родину и с того же года преподаёт в альма-матер ETH Zurich, первоначально ассоциированный профессор, с 1997 года полный профессор, в 2003—2005 годах директор там Института квантовой электроники.
Подготовила 77 PhD-студентов.
Соучредительница и первый президент ETH Women Professors Forum.
С 2014 года член исследовательского совета Swiss National Science Foundation.
Фелло Оптического общества (2003) и IEEE (2014).
С 2010 года член AcademiaNet.
Член редколлегий Applied Physics B (с 1994) и Laser Physics Letters (с 2005).
Опубликовала 300 рецензированных журнальных работ и 13 глав в книгах.
Замужем, двое сыновей (1997 и 1998 г. р.).

## Награды и отличия
- Лауреат программы Фулбрайта (1985—1986)
- Премия Карла Цейса (1998)
- IEEE LEOS Distinguished Lecturer (2000—2001)
- Berthold Leibinger Innovationspreis[нем.] (2004)
- Philip Morris Forschungspreis[нем.] (2005)
- Профессор имени Миллера Калифорнийского университета в Беркли (2006)
- Joseph Fraunhofer Award / Robert M. Burley Prize, Оптическое общество (2008)
- Senior Prize, Европейское физическое общество (2011)
- ERC Advanced Grant (2012, 2018[9])
- Arthur L. Schawlow Award[нем.] (2013)
- Geoffrey Frew fellowship Австралийской АН (2015)
- Премия Таунса, Оптическое общество (2015)
- Weizmann Women & Science Award[англ.] (2017)[10]
- IEEE Photonics Award[англ.] (2018)
- European Inventor Award?! (2018)
- Медаль Эдисона (2019)[11]
- Почётный доктор Университета Хериота-Уатта (2019)[12]
- Медаль Фредерика Айвса (2020)[13]